# KASKR-1 (航空機)
 KASKR-1 クラースヌィイ・インジェネール
КАСКР-1 Красный Инженер
- 用途：オートジャイロ
- 設計者： N・カーモフとN・スクルジーンスキイ
- 製造者： N・カーモフとN・スクルジーンスキイ
- 運用者：試験のみ
- 初飛行：1929年9月25日
- 生産数：1 機
- 運用状況：退役

KASKR-1 クラースヌィイ・インジェネール（ロシア語:КАСКР-1 Красный Инженерカースクル・アヂーン・クラースヌィイ・インジニェール）は、ソ連の航空機設計者ニコラーイ・イーリイチ・カーモフ（Николай Ильич Камов）とニコラーイ・キリーロヴィチ・スクルジーンスキイ（Николай Кириллович Скржинский）が開発した軽オートジャイロ（Легкий автожир）。名称は、両者の姓に由来する開発グループ名「KASKR」からつけられた。
なお、KASKR-1はたんにKASKRと呼ばれることもある。また、KaSkr、KaSkr-1と表記されることもある。

## 概要
1929年9月25日に初飛行を行ったKASKR-1は、ソ連初のオートジャイロとなった。オートジャイロは固定翼の飛行機と回転翼のヘリコプターの中間的な機体で、この先進的な航空機は人類の進歩を標榜する共産主義にちなみ「クラースヌィイ・インジェネール」（「赤い技術者」）と名付けられた。初飛行はイヴァーン・ヴァシーリエヴィチ・ミヘーエフ（Иван Васильевич Михеев）の操縦によって行われ、後部座席にはカーモフ本人が搭乗した。飛行継続時間は、せいぜい80秒であった。機体には「クラースヌィイ・インジェネール」の文字とともに「KASKRのヴェルトリョート」という文字が書かれていた。ヴェルトリョート（вертолет）は現代では普通「ヘリコプター」のことを指すが、ここでいう「ヴェルトリョート」とはたんに直訳的な「垂直上昇する航空機」、あるいは「渦巻き航空機」という程度の意味であろう。KASKR-1は「オートジャイロ」であり、当時はまだ現代でいうところの「ヘリコプター」は存在しなかった。
KASKR-1は、スペイン人のフアン・デ・ラ・シエルバ（Juan de la Cierva）の開発したイギリスのアヴロ（シエルバ）製C.8（Avro / Cierva C.8）から寸法、特性、機体設計を全面的に参考していた。C.8は1926年に初飛行したオートジャイロ・モデルで、C.8L Mk.IIまたはアヴロ 617と呼ばれる派生型は1928年にイギリスからアメリカ合衆国まで大西洋横断飛行を成功させ注目を集めていた。C.8を参考にしたKASKR-1では、それ同様回転翼（支持プロペラ）は付随的に回転するもので、4枚の羽をもっていた。それらは垂直および水平の蝶番を有し、回転時の振動を抑えるためのロープで互いに繋がれていた。それらは下からの拘束装置は持っておらず、静止状態においては上から緩衝用のゴム紐で吊り下げられることにより水平に姿勢を保たれていた。KASKR-1の機体は、国産の軽多目的複葉機であるU-1のものが利用された。U-1はイギリスのアヴロ 504K（AVRO 504K）をもとに開発された航空機で、1923年より多数機が赤軍航空隊に配備されていた。U-1は1932年には全機が退役したとされており、KASKR-1が開発されていた1920年代末にはすでに旧式の機体であるといえたが、KASKR-1のもととなり大きな成功を収めたC.8L（アヴロ 611）もアヴロ 504Nの機体をベースに開発された機体であったので、設計者たちはアヴロ機のコピーであるU-1の採用に抵抗はなかったものと考えられる。また、エンジンにはU-1に搭載されたのと同じ120馬力のM-2（М-2）が選ばれたが、これはほかに適当なエンジンが調達できなかったからというだけではなく、U-1に搭載されていたエンジンがKASKR-1とも相性がよいであろうことも期待されての採用であったと考えられる。しかしながら、この非力なエンジンはKASKR計画の足を引っ張ることとなった。
このソ連初のオートジャイロにおいて、設計者たちは大きな困難や不測の事態に出会い大きな努力の対価を強いられ、成功と失敗の経験を積んだ。1929年9月1日に行われたエンジンに関する最初の地上試験では、回転翼は機首プロペラの気流により回転を始めたが、何ゆえか回転翼の水平面でいくらか速度が変わった結果、統制装置は混乱せられ、回転翼自体も損傷した。そこで、最初の統制装置U-1（У-1）の形状は変更された。以降すべてのソ連製オートジャイロでは、統制装置は背を低められ後方へ延長された。だが、プロペラの噴射推進の瞬間、機体は脇へ放り出されてしまった。そこで右主翼下に8 kgの荷を積むよう変更されたが、それでもやはり速度差は残った。損傷や事故は頻発し、設計者たちはこの問題はすぐには解決できないということを学んだ。
しかしながら、10月12日にはKASKR-1は転覆事故を起こした。機体は離陸せぬうちから機首から地面に突っ込んでひっくり返り、大破した。幸いなことに、操縦者たちは怪我で済んだ。修理と改修作業のあと、試験は続けられた。
1930年には、KASKR-1をベースにソ連の若い設計者たちはより能力の高いオートジャイロ「KASKR-2」を開発した。これは大破したKASKR-1を修復したもので、より強力なエンジンが搭載された。翌1931年までの間に90回の試験飛行が行われ、最大飛行継続時間は28分を記録した。KASKRグループには、ノヴォチェルカッスク工業大学の学生であったミハイール・レオーンチエヴィチ・ミーリ（Михаил Леонтьевич Миль）も見習いとして参加していた。彼は、その後カーモフが開設したカーモフ設計局とともにソ連を代表するヘリコプター設計局となったミーリ設計局（日本ではミル設計局として知られる）の開設者となった。
KASKR-1は成功作とはならなかったが、その後のソ連のヘリコプター史の礎となった機体として記憶されている。

## スペック
- 初飛行：1929年
- 回転翼直径：12.00 m
- 全長：8.80 m
- 空虚重量：750 kg
- 最大離陸重量：950 kg
- 発動機：M-2（М-2） レシプロエンジン ×1
- 出力：120 馬力
- 最高速度：90 km/h
- 航続距離：15 - 25 m
- 乗員：1 名